# V-u-den
 (septembre 2024).
V-u-den (美勇伝, Biyūden), également transcrit en Viyūden ou Biyūden, est un groupe féminin de J-pop appartenant au Hello! Project, formé en août 2004 et dissous en juin 2008, composé de Rika Ishikawa des Morning Musume, et de Erika Miyoshi et Yui Okada du Hello Pro Egg. 
Une nouvelle mouture du groupe est lancée en 2009, constituée de nouveaux membres, sous le nom Zoku V-u-den.

## Histoire
Le nom a été choisi pour commencer avec les deux lettres V et U et leurs sonorités en anglais, pour suivre une série de lettres entamée pour nommer d'autres groupes du H!P, et signifie aussi "beauté" (美 = bi = vi = V), "bravoure" (勇 = yū = U), et "légende" (伝 = den). La formation de ce groupe a été annoncée en 2004 en même temps que le futur départ de Rika Ishikawa des Morning Musume un an plus tard, et il est donc clairement centré sur elle, et sur l'image sexy de ses membres. Fin 2004, V-u-den participe au concert du H.P. All Stars, anime également le show Majokko Rikachan no Magical la même année, puis lance sa propre émission de radio, le V-u-den B.B.L.. Début 2005, Erika et Yui sortent un photobook en commun appelé hello! x2. En 2006, les trois membres jouent dans le film d'action Tokyo Girl Cop (alias Sukeban Deka Codename Asamiya Saki ou Yo-Yo Girl Cop), aux côtés d'Aya Matsura.
V-u-den sort dix singles et deux albums, jusqu'à sa séparation en juin 2008, officieusement à la suite de mauvaises ventes de disques. Ishikawa demeure avec le groupe de Jpop Ongaku Gatas qu'elle avait rejoint en parallèle à V-u-den en 2007, ses deux ex-compères restant sans activité discographique depuis. Leur départ du H!P est annoncé pour le 31 mars 2009, avec les autres « anciennes » du « Elder Club », et elles continuent leur carrière au sein de la maison mère Up-Front. Une nouvelle mouture du groupe est lancée en juillet 2009 sous le nom Zoku V-u-den.

## Membres
- Rika Ishikawa (Morning Musume)
- Erika Miyoshi (Hello Pro Egg)
- Yui Okada (Hello Pro Egg)

## Discographie

### Singles
- 23 septembre 2004 - Koi no Nukegara
- 2 mars 2005 - Kacchoii ze! Japan
- 25 mai 2005 - Ajisai Ai Ai Monogatari
- 10 août 2005 - Hitorijime
- 5 octobre 2005 - Kurenai no Kisetsu
- 10 mai 2006 - Issai Gassai Anata ni Ageru
- 22 novembre 2006 - Aisu Cream to My Purin
- 23 mai 2007 - Koisuru Angel Heart
- 26 septembre 2007 - Jaja Uma Paradise
- 27 février 2008 - Nanni mo Iwazu ni I Love You

### Albums
- 26 octobre 2005 - Suite Room Number 1
- 21 novembre 2007 - V-u-den Single Best 9 Vol.1 Omaketsuki

### DVD
Singles V
- 6 octobre 2004 - Koi no Nukegara
- 9 mars 2005 - Kacchoii ze! Japan
- 8 juin 2005 - Ajisai Ai Ai Monogatari
- 24 août 2005 - Hitorijime
- 13 octobre 2005 - Kurenai no Kisetsu
- 24 mai 2006 - Issai Gassai Anata ni Ageru
- 6 décembre 2006 - Aisu Cream to My Purin
- 30 mai 2007 - Koisuru Angel Heart
- 10 octobre 2007 - Jaja Uma Paradise

Clips
- 15 mars 2006 - v-u-den Single V Clips 1
- 30 avril 2008 - v-u-den Single V Clips 2 ~Arigatou v-u-den Debut Kara no Daizenshuu~

Concert
- 17 août 2005 - v-u-den First Concert Tour 2005 Haru ~Biyudensetsu~
- 25 février 2006 - v-u-den Live Tour 2005 Aki Biyudensetsu II ~Kurenai no Kisetsu~
- 5 juillet 2006 - Hello Pro Party! 2006 ~Goto Maki Captain Kouen~
- 7 mars 2007 - v-u-den Live Tour 2006 Aki Biyudensetsu III ~Aisu Kuriimu to My Purin~
- 8 août 2007 - v-u-den Concert Tour 2007 Shoka Biyudensetsu IV ~Usagi to Tenshi~
- 17 septembre 2008 - v-u-den Concert Tour 2008 Shoka v-u-densetsu V ~Saishuu Densetsu~

## Photobooks
- 5 mars 2005 - Hello!x2 Miyoshi Erika & Okada Yui from v-u-den
- 29 juillet 2005 - v-u-den First Concert Tour 2005 Haru ~Biyudensetsu~
- octobre 2005 - W & v-u-den - Hello! Project 2005 Natsu no Kayou Show '05 Selection! Collection! (avec W)
- 12 janvier 2006 - fleur de fleur
- avril 2006 - Abe Natsumi & v-u-den in Hello! Project 2006 Winter (avec Abe Natsumi)

## Zoku V-u-den
Zoku V-u-den (続・美勇伝, Zoku Biyūden, "la suite de V-u-den") est un groupe féminin de J-pop du Hello! Project créé en juillet 2009.

### Histoire
C'est une nouvelle mouture du groupe V-u-den dissous l'année précédente, constituée de nouveaux membres : Sayumi Michishige et Jun Jun de Morning Musume, et Risako Sugaya de Berryz Kōbō. Il interprète dans l'année un titre sur un album de reprises. Il apparait encore parfois les années suivantes lors de concert communs du H!P. Jun Jun quitte le H!P et donc le groupe fin 2010.

### Membres
2009-2010
- Sayumi Michishige (Morning Musume)
- Jun Jun (Morning Musume)
- Risako Sugaya (Berryz Kobo)

2011
- Sayumi Michishige
- Risako Sugaya

### Chanson
- 15 juillet 2009 : Only You, sur l'album Chanpuru 1

## Liens
- (ja) Fiche de V-u-den sur le site officiel du Hello! Project
- (ja) Discographie officielle de V-u-den